# آهوی دیبا
آهوی دیبا یا آهوی کلارک (نام علمی: Ammodorcas clarkei) نام یک گونه از تیره گاوان است.